# Žalgiris Arena

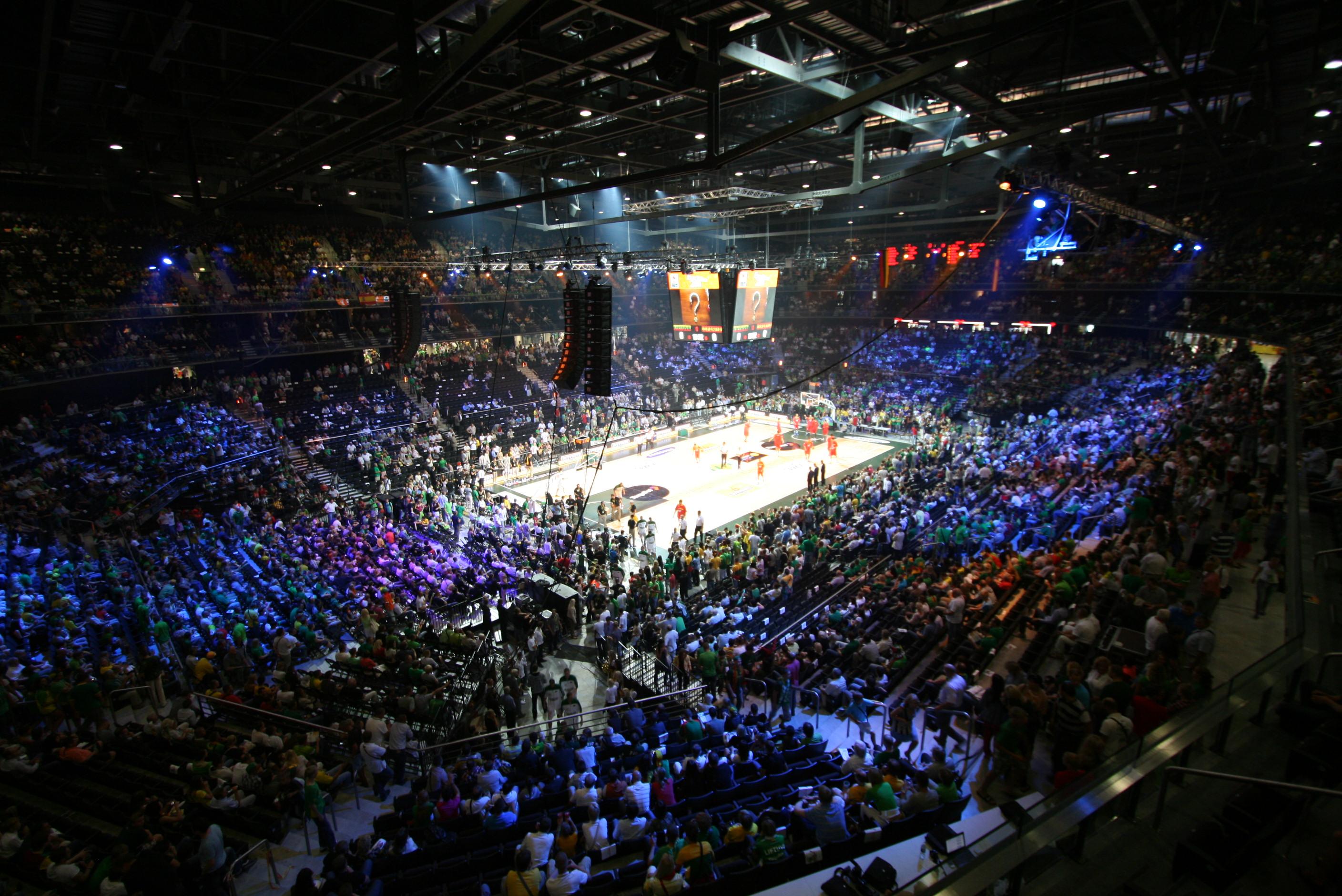
Mecz towarzyski Litwa-Hiszpania w 2011 roku

Žalgiris Arena – wielofunkcyjna hala widowiskowo-sportowa w Kownie, na Litwie. Została otwarta w 2011 roku. Na co dzień swoje mecze rozgrywa na niej koszykarska drużyna Žalgiris Kowno. Pojemność hali na meczach koszykówki wynosi 14 500 widzów. Obiekt był jedną z aren koszykarskich Mistrzostw Europy 2011.